# يوليوس كوهن (كرة يد)
يوليوس كوهن (بالألمانية: Julius Kühn) مواليد 1 أبريل 1993 في دويسبورغ، ألمانيا، هو لاعب كرة يد ألماني يلعب كظهير أيسر. يلعب حاليا مع نادي غومرسباخ لكرة اليد ويحمل الرقم 5. مثل منتخب ألمانيا لكرة اليد. شارك في دورة الألعاب الأولمبية الصيفية سنة 2016.

## سجل المنافسة
شارك في البطولات التالية:
- بطولة أوروبا لكرة اليد للرجال 2016
- الألعاب الأولمبية الصيفية 2016

## الإنجازات
- كرة اليد في الألعاب الأولمبية الصيفية:
  -  برونزية: كرة اليد في الألعاب الأولمبية الصيفية 2016 – مسابقة الرجال
- بطولة أوروبا لكرة اليد للرجال:
  -  ذهبية: بطولة أوروبا لكرة اليد للرجال 2016

## روابط خارجية
- يوليوس كوهن على موقع الاتحاد الأوروبي لكرة اليد (الإنجليزية)
- يوليوس كوهن على موقع الدوري الألماني لكرة اليد (الألمانية)
- يوليوس كوهن على موقع أوليمبيديا (الإنجليزية)
- يوليوس كوهن على موقع اللجنة الأولمبية الألمانية (الألمانية)